# Il Caffè
Il Caffè – periodyk braci Verri, który ukazywał się – z miejscem wydania w Brescii, choć w ogromnej części przygotowywany w Mediolanie – pomiędzy czerwcem 1764 r. a jesienią 1766 r. Na całość edycji złożyły się 74 "arkusze", każdy ośmiostronnicowy, publikowane mniej więcej co 10 dni.
Prezentował on zasadniczo głosy grupy intelektualistów, którzy od 1761 r. gromadzili się wokół Pietra Verriego w ramach Società dei Pugni. Należeli do nich: młodszy z braci, Alessandro, który znajdzie się wśród najbardziej aktywnych redaktorów, Cesare Beccaria, który w tymże 1764 r. w Livorno opublikował anonimowo O przestępstwach i karach, ponadto Carlo Sebastiani Franci, Luigi Stefano Lambertenghi, Alfonso Longo, Pierto Francesco Secchi Commeno, Giuseppe Visconti di Salcieto, a także, trzymający się na uboczu na tyle, by nie stanowić części Società dei Pugni poeta Giuseppe Colpani, który obrał drogę przeciwną do Pariniego, oraz dwie wyróżniające się postaci Mediolanu tamtego czasu – matematyk Paolo Frisi i erudyta tudzież uczony ekonomista Gian Rinaldo Carli.
Idee przewodnie grupy, a zatem i całego periodyku, charakteryzującego się znacznym stopniem jednorodności, mimo indywidualnych, a czasem dość osobistych akcentów widocznych w niektórych wystąpieniach (chodzi np. o znaczący artykuł Carliego Della Patria degli Italiani), głosiły: zwrócenie uwagi na podłoże kultury oświecenia, której kolebkami były Francja i Anglia; przywrócenie najlepszej oświeceniowej tradycji włoskiej, od Muratoriego do Maffeiego, od Cocchiego do Algarottiego, nie bez stosownego rozważenia doświadczeń epoki Goldoniego; poszukiwanie nieoderwanego od rzeczywistości języka literackiego, języka nie książkowego, lecz zdolnego wyrazić sprawy związane z życiem, a tym samym z konkretnymi problemami teraźniejszości, takimi jak zdrowie, złożoność sytuacji ekonomicznej, klasy społeczne, edukacja, teatr; atak z pozycji racjonalnych na zamknięty i jałowy świat zacofanej szlachty – tej samej, z którą część redaktorów Il Caffè, będących w przeważającej części właśnie szlachcicami, a szczególnie bracia Verri i Beccaria, pozostawała w trudnym konflikcie o podłożu osobistym i rodzinnym.
Tak wyglądały idee i tendencje, które właśnie na kartach periodyku i w błyskotliwych esejach, jakie on publikował, znalazły odpowiednie i funkcjonalne narzędzie, aby od zamkniętej przestrzeni "konwersacji" przejść do komunikowania się, na sposób oświeceniowy, z publicznością szerszą niż możliwi naśladowcy i interlokutorzy. I dlatego jest sprawą naturalną, a zarazem symptomatyczną, że grupa tworząca Il Caffè, stając przed koniecznością wyboru modelu pisarstwa dziennikarskiego, odrzuciła zdecydowanie typ dziennika uczonego, który sprawdzał się z różnym powodzeniem od końca XVII do połowy XVIII w. (jego pełną życia wersję reprezentował wenecjański Giornale de'letterati d'Italia), aby zwrócić się w stronę gazety otwartej na refleksje i na żywioł polemiczny, w stronę linii nawiązującej do błyskotliwych doświadczeń angielskich Tatlera Richarda Steele'a oraz Spectatora Josepha Addisona, a we Włoszech mającej aktualne przykłady w postaci znanych inicjatyw dziennikarskich Gasparo Gozziego i Barettiego, działających w Wenecji.
Stosunkowo mało wrażliwy na wielkie tematy współczesne (gdy chodzi o filozofię, historiografię, nauki przyrodnicze), unikający ostrożnie wszelkich kwestii religijnych i prawnych, a przez to niedający się porównywać z innymi periodykami osiemnastowiecznymi o wiele bardziej zaangażowanymi kulturalnie i obywatelsko, Il Caffè można dziś jeszcze interpretować jako produkt niespokojnej i intelektualnie żywej awangardy Mediolanu czasu pierwszych reform oraz jako przykład udanego pisarstwa eseistycznego dążącego pod sztandarem lekkości i jasności – w otwartej polemice przeciwko klasycyzmowi i pedantyzmowi – do komunikowania myśli w sposób możliwie prosty; na cel ten wskazał Alessandro Verri w jednym z jego najbardziej znanych wystąpień (Rinunzia avanti notaio [...] al Vocabolario Della Crusca), mówiąc, że "słowa służą ideom, a nie idee słowom".